# Luan Krasniqi
Luan Krasniqi (Junik, Yugoslavia, 10 de mayo de 1971) es un deportista alemán, de origen kosovar, que compitió en boxeo.
Participó en los Juegos Olímpicos de Atlanta 1996, obteniendo una medalla de bronce en el peso pesado. Ganó una medalla de plata en el Campeonato Mundial de Boxeo Aficionado de 1995 y una medalla de oro en el Campeonato Europeo de Boxeo Aficionado de 1996.

## Palmarés internacional
| Juegos Olímpicos   | Juegos Olímpicos         | Juegos Olímpicos  | Juegos Olímpicos |
| Año                | Lugar                    | Medalla           | Categoría        |
| ------------------ | ------------------------ | ----------------- | ---------------- |
| 1996               | Atlanta (Estados Unidos) | Medalla de bronce | 91 kg            |
| Campeonato Mundial |                          |                   |                  |
| Año                | Lugar                    | Medalla           | Categoría        |
| 1995               | Berlín (Alemania)        | Medalla de plata  | 91 kg            |
| Campeonato Europeo |                          |                   |                  |
| Año                | Lugar                    | Medalla           | Categoría        |
| 1996               | Vejle (Dinamarca)        | Medalla de oro    | 91 kg            |